# 개똥벌레 (노래)
〈개똥벌레〉는 신형원이 1987년 발표한 노래이다.

## 가사
아무리 우겨봐도 어쩔수 없네 
저기 개똥무덤이 내 집인걸
가슴을 내밀어도 친구가 없네 
노래하던 새들도 멀리 날아가네
가지마라 가지마라 가지 말아라
나를 위해 한번만 노래를 해주렴
나나 나나나나 쓰라린 가슴안고 
오늘밤도 그렇게 울다 잠이 든다

마음을 다 주어도 친구가 없네
사랑하고 싶지만 마음뿐인걸
나는 개똥벌레 어쩔수 없네
손을 잡고 싶지만 모두 떠나가네
가지마라 가지마라 가지 말아라
나를 위해 한번만 손을 잡아주렴 
아~외로운 밤 쓰라린 가슴안고
오늘밤도 그렇게 울다 잠이 든다 
울다 잠이 든다